# Saljen
Saljen är en sjö i Vetlanda kommun i Småland och ingår i Emåns huvudavrinningsområde. Sjön är 20,5 meter djup, har en yta på 6,78 kvadratkilometer och befinner sig 145,1 meter över havet. Sjön avvattnas av vattendraget Skärveteån (Farstorpaån). Vid provfiske har bland annat abborre, braxen, gädda och gös fångats i sjön.

## Delavrinningsområde
Saljen ingår i det delavrinningsområde (635700-147800) som SMHI kallar för Utloppet av Saljen. Medelhöjden är 175 meter över havet och ytan är 35,76 kvadratkilometer. Räknas de 10 delavrinningsområdena uppströms in blir den ackumulerade arean 208,43 kvadratkilometer. Skärveteån (Farstorpaån) som avvattnar avrinningsområdet har biflödesordning 3, vilket innebär att vattnet flödar genom totalt 3 vattendrag innan det når havet efter 130 kilometer. Delavrinningsområdet består mestadels av skog (61 procent) och jordbruk (13 procent). Avrinningsområdet har 7,28 kvadratkilometer vattenytor vilket ger det en sjöprocent på 20,3 procent.

## Fisk
Vid provfiske har följande fisk fångats i sjön:
- Abborre
- Braxen
- Gädda
- Gös
- Löja
- Mört
- Sarv
- Sik
- Siklöja